# بيتار نيكولاييفيتش مولر
بيتار نيكولاييفيتش مولر(١٧٧٥-١٨١٦) كان سياسياً صربياً وثورياً،عين كرئيس الوزراء في صربيا من سنة ١٨١٥ إلى ١٨١٦، و ساهم أيضاً في كل من الإنتفاضة الصربية الأولى و الثانية.

## سيرته الشخصية
ولد بيتار نيكولاييفيتش في سنة ١٧٧٥.
تلقى مولر تعليمه كرسام ،   و عرف بأعماله في العديد من الأديار في فترة ماقبل الإنتفاضة،و ذلك أدى لإكتسابه لقب مولر (رسام باللغة الصربية)و من الجدير بالذكر بأنه كان أول رسام عصري في صربيا.
كان مولر إبن أخ هادجي روفيم، الذي تم إقصاؤه من قبل داهيجي :ضباط تولوا السلطة في سنجق سميديريفو (الإنكشارية المنشقون) خلال مذبحة كنيزيس.
في الإنتفاضة الصربية الأولى، ميز مولر نفسه في معركة بالقرب من قرية يلينتشا عندما رسم كنيسة بُنيت من قبل كاردورد في توبولا. و أثناء دفاع  لوزنيكا في عام ١٨١٣،كتب مولر رسالة إلى قائد الإنتفاضة مستخدماً دمه،بسبب نقص الحبر.
بعد فشل الإنتفاضة، هرب مولر إلى الإمبراطورية النمساوية،لكنه عاد إلى صربيا مع بداية الإنتفاضة الصربية الثانية.
عين مولر كرئيس للحكومة الصربية في السنة ١٨١٥ إلى ١٨١٦. مولر و القسيس ميلينتيجي سيميونوفيتش نيكسيتش كانوا من ضمن أوائل قادة المعارضة للأمير ميلوش أوبرينوفيتش، وبذلك قُتلوا في عام ١٨١٦.